# Robert Robinson Award
Der Robert Robinson Award ist ein seit 1964 vergebener Preis für Organische Chemie der Royal Society of Chemistry. Er ist nach Robert Robinson benannt und wurde bis 2006 alle zwei Jahre verliehen. Seit 2007 und bis 2020 wurde er jährlich vergeben. Er wird für Veröffentlichungen nach dem 55. Lebensjahr verliehen. Dem Forschungsgebiet von Robinson entsprechend liegt der Schwerpunkt der Verleihungen bei Organischer Synthese.
Ab 2021 wird der Preis als Robert Robinson Award in Synthetic Organic Chemistry weitergeführt und gehört zu mehreren Auszeichnungen, die als Organic Chemistry Horizon Prizes geführt werden. 

## Preisträger

### Robert Robinson Award (1964–2020)
- 1964 Robert B. Woodward
- 1966 Alexander Robertus Todd
- 1968 Vladimir Prelog
- 1970 Derek H. R. Barton
- 1974 Michael Dewar
- 1976 Albert Eschenmoser
- 1978 Ewart Jones
- 1980 Alan Woodworth Johnson
- 1981 Arthur Birch
- 1984 Duilio Arigoni
- 1986 Alan Battersby
- 1988 Elias James Corey
- 1990 Jean-Marie Lehn
- 1992 Gilbert Stork
- 1994 Leslie Crombie
- 1996 Philip D. Magnus
- 1998 Jack Baldwin
- 2000 David Evans
- 2002 Jim Staunton
- 2004 Ian Paterson
- 2006 Steven Ley
- 2007 Gerald Pattenden
- 2008 Scott Denmark (University of Illinois at Urbana-Champaign)
- 2009 Alan Katritzky (University of Florida)
- 2010 Dieter Enders (RWTH Aachen)
- 2011 Lewis Norman Mander (Australian National University)
- 2012 Kendall Houk (UCLA)
- 2013 John Michael Brown (Oxford)
- 2014 Robert G. Bergman (Berkeley)
- 2015 Chi-Huey Wong (Academia Sinica)
- 2016 Thomas Hoye (University of Minnesota)
- 2017 Dale L. Boger (Scripps Research Institute)
- 2018 Tom Simpson (University of Bristol)
- 2019 Bernard Golding (Newcastle University)
- 2020 Anthony Davis (University of Bristol)

### Robert Robinson Award in Synthetic Organic Chemistry (seit 2021)
- 2021: Erste Preisträger sind die Mitglieder eines fast 50-köpfigen Teams der Multidimensional Click Chemistry, darunter M. G. Finn, Hartmuth C. Kolb und Barry Sharpless.[1]
- 2022: 30-köpfiges Team P(V) zur Oligonukleotid-Synthese, darunter Phil Baran und Donna Blackmond[2]
- 2024: 11-köpfiges Team um Lung Wa Chung für ihre Arbeiten zu chiralen vicinalen Diaminen[3]